# Geosiris aphylla
Geosiris aphylla là một loài thực vật có hoa trong họ Diên vĩ. Loài này được Baill. miêu tả khoa học đầu tiên năm 1894.